# حارة الشراعي (صنعاء)
حارة الشراعي هي إحدى حارات حي التحرير بمديرية التحرير إحد مديريات العاصمة اليمنية صنعاء، بلغ تعداد سكانها 1816 نسمة حسب تعداد اليمن لعام 2004.